# Martinus Nijhoff (Verleger)

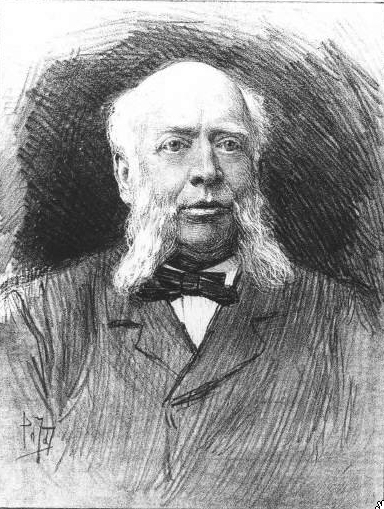
Martinus Nijhoff

Martinus Nijhoff (* 26. Dezember 1826 in Arnheim; † 24. September 1894 in Den Haag) war ein niederländischer Buchhändler und Verleger.

## Leben
Martinus Nijhoff war der Sohn des Verlegers, Archivars und Historikers Isaac Anne Nijhoff (1795–1863). Nach der Schulzeit durchlief er eine Ausbildung zum Buchhändler und stieg zunächst in das Verlagsgeschäft seines Vaters ein. 1853 gründete er in Den Haag seinen eigenen, nach ihm benannten Verlag, zu dem auch eine Buchhandlung und ein Antiquariat gehörten.

## Verlag
Der Verlag Martinus Nijhoff entwickelte sich zu einem der bekanntesten international tätigen Buchverlage. Heutzutage ist der Verlag „Martinus Nijhoff Publishers“ ein Imprint des Verlagshauses Brill mit Sitz in Leiden.

## Familie
Martinus Nijhoff ist der Großvater des gleichnamigen niederländischen Schriftstellers Martinus Nijhoff (1894–1953).